# Петля Нестерова (телесеріал)
Петля Нестерова (рос. Петля Нестерова) — російський кримінальний детектив режисера Іллі Казанкова, створений у 2015 році.

## Сюжет
На початку 1980-х років у партійній еліті СРСР загострилася боротьба за владу. Прості люди опиняються втягнутими в нещадний конфлікт двох відомств КДБ і МВС. 
Одного вечора до дільничного, старшому лейтенанту міліції Кирилу Нестерову (Кирило Запорізький), потрапляє важкий підліток з підозрілим пакунком, в якому виявляються раритетні полотна російських художників. Кирило і не здогадувався, що цей епізод стане лише першою сходинкою в низці подальших подій, які поставлять під загрозу не тільки його погляди на життя, а й саме життя ...

## У ролях
| Актор              | Роль                                                   |
| ------------------ | ------------------------------------------------------ |
| Карина Разумовська | Тетяна, колишня дружина Миколи, мистецтвознавець       |
| Кирило Запорізький | Кирило Нестеров, міліціонер                            |
| Оксана Акіньшина   | Ольга, дочка Корольова                                 |
| Юрій Іцков         | Віктор Петрович Корольов, генерал-майор                |
| Оксана Базилевич   | Тетяна Корольова                                       |
| Сергій Горобченко  | Борис Смолов                                           |
| Сергій Бурунов     | Ігор                                                   |
| Володимир Маслаков | Паша, кримінальник                                     |
| Роман Громадський  | Дмитро Миколайович                                     |
| Кирило Полухін     | Святослав                                              |
| Кирило Жандаров    | Сергій Кошкін                                          |
| Андрій Родимов     | Антон Лебедєв                                          |
| Ерік Кенія         | Руслан                                                 |
| Костянтин Шелестун | Антон                                                  |
| Дмитро Луньов      | панк                                                   |
| Марина Солопченко  | мати Тетяни                                            |
| Хельга Філіппова   | мати Миколи                                            |
| Наталія Щербакова  | Маргарита                                              |
| Костянтин Шелестун | Антон                                                  |
| Ірина Пегова       | Ірина Зіміна, дружина полковника КДБ Володимира Зіміна |